# خريستوس تسيغيريديس
خريستوس تسيغيريديس (بالإنجليزية: Christos Tsigiridis) (1877 – 17 ديسمبر 1947) كان مهندسًا كهربائيًا يونانيًا ورائدًا في مجال التكنولوجيا في عصره. يُعرف بشكل رئيسي بتأسيسه أول محطة إذاعية في اليونان والبلقان، ومقرها في سالونيك.

## النشأة والتعليم
ولد تسيغيريديس في عام 1877 في مدينة بلوفديف، التي كانت آنذاك جزءًا من الإمبراطورية العثمانية (حاليًا في بلغاريا)، لأسرة يونانية. بعد وفاة والده في سن مبكرة، التحق بالمدرسة الثانوية الفرنسية في مسقط رأسه. في سن العشرين، انتقل إلى شتوتغارت بألمانيا، حيث عاش مع شقيقه الذي كان يمتلك مصنعًا صغيرًا للتبغ. هناك، درس الهندسة الكهربائية في جامعة شتوتغارت.

## الحياة الشخصية
أثناء إقامته في ألمانيا، تزوج من ماري لويز فوغل، وهي أرستقراطية ألمانية من أصل بلجيكي. أنجبا ابنتين: إيليا وجورجيت، التي أصبحت راقصة باليه ومصممة رقصات بارزة.

## العودة إلى اليونان
بعد فترة في ألمانيا، عاد تسيغيريديس إلى بلوفديف في عام 1906، لكنه غادر بسرعة بسبب اضطهاد الأقلية اليونانية في بلغاريا. استقر لاحقًا في لاريسا، حيث تولى إدارة الكهرباء وإمدادات المياه في المدينة. في عام 1925، انتقل إلى سالونيك.

## الريادة في البث الإذاعي
في عام 1926، خلال أول معرض دولي في سالونيك، قدم تسيغيريديس مكبرات صوت ومضخمات صوت كممثل لشركة سيمنز آند هالسكي الألمانية. يُعتقد أنه بين عامي 1925 و1926، أجرى أولى تجاربه في البث الإذاعي. في 25 مارس 1927، بمناسبة العيد الوطني اليوناني، قام بأول بث إذاعي تجريبي استمر نصف ساعة. في العام التالي، بدأ تشغيل محطة "راديو تسيغيريديس" بشكل منتظم، لتكون أول محطة إذاعية في اليونان والبلقان.

## التحديات والتطورات
واجه تسيغيريديس تحديات قانونية، حيث كانت القوانين الصارمة تحظر البث الإذاعي دون ترخيص. لذلك، كان يُسمح له بالبث فقط خلال المعرض الدولي السنوي. رغم ذلك، استمر في تشغيل المحطة على نفقته الخاصة، معتمدًا على إيرادات الإعلانات. استضافت محطته العديد من الفنانين، وكانت البرامج الموسيقية تُقدم غالبًا من خلال عروض حية بسبب ندرة الأسطوانات الموسيقية في ذلك الوقت.

## الحرب العالمية الثانية
خلال الحرب العالمية الثانية، استخدم تسيغيريديس محطته للتشويش على بث الدعاية من محطة إذاعية إيطالية في باري، والتي كانت تبث دعاية موجهة إلى اليونان. كما كانت محطته المصدر الرئيسي للأخبار في شمال اليونان، خاصة عندما لم يكن بث أثينا يصل إلى تلك المناطق.

## الاحتلال الألماني وما بعده
أثناء الاحتلال الألماني لليونان، تم اعتقال تسيغيريديس مؤقتًا، وصودرت محطته. بعد التحرير، كانت المحطة تحت سيطرة الجبهة الوطنية للتحرير (ELAS) لفترة قصيرة قبل أن تُعاد إليه في عام 1945. في عام 1947، تم تأميم المحطة من قبل مؤسسة الإذاعة الوطنية اليونانية.

## الوفاة والإرث
توفي خريستوس تسيغيريديس في 17 ديسمبر 1947 في سالونيك. تكفلت بلدية سالونيك بتكاليف جنازته، تقديرًا لإسهاماته في مجال البث الإذاعي. يُعتبر تسيغيريديس شخصية محورية في تاريخ الإعلام اليوناني، وقد تم تكريمه من خلال متحف راديو سالونيك الذي يحتفظ بمقتنيات من محطته.